# Tawanna Meadows
Tawanna Meadows (ur. 4 sierpnia 1986) – amerykańska lekkoatletka, sprinterka.
W 2008 sięgnęła po złoto oraz srebro młodzieżowych mistrzostw NACAC. Złota medalistka IAAF World Relays 2014 w sztafecie 4 × 200 metrów.

## Osiągnięcia
| Rok  | Impreza                       | Miejsce | Konkurencja             | Lokata     | Wynik   |
| ---- | ----------------------------- | ------- | ----------------------- | ---------- | ------- |
| 2008 | Młodzieżowe mistrzostwa NACAC | Toluca  | bieg na 100 metrów      | 2. miejsce | 11,36   |
| 2008 | Młodzieżowe mistrzostwa NACAC | Toluca  | sztafeta 4 × 100 metrów | 1. miejsce | 43,64   |
| 2014 | IAAF World Relays             | Nassau  | sztafeta 4 × 200 metrów | 1. miejsce | 1:29,45 |

## Rekordy życiowe
- Bieg na 60 metrów (hala) – 7,23 (2016)
- Bieg na 100 metrów – 11,11 (2014)
- Bieg na 200 metrów – 22,91 (2014)